# Asian Women's Sevens Championship 2003
El Asian Women's Sevens Championship (Campeonato Femenino de rugby 7 de Asia) de 2003 fue la cuarta edición del torneo femenino de rugby 7 de la confederación asiática.

## Posiciones

### Grupo A
| Equipo      | Encuentros | Encuentros | Encuentros | Encuentros | Tantos  | Tantos    | Tantos     | Puntos |
| Equipo      | jugados    | ganados    | empatados  | perdidos   | a favor | en contra | diferencia | Puntos |
| ----------- | ---------- | ---------- | ---------- | ---------- | ------- | --------- | ---------- | ------ |
| Kazajistán  | 4          | 4          | 0          | 0          | 176     | 5         | +171       | 12     |
| Tailandia   | 4          | 3          | 0          | 1          | 65      | 58        | +7         | 10     |
| Singapur    | 4          | 2          | 0          | 2          | 56      | 70        | -14        | 8      |
| Hong Kong B | 4          | 1          | 0          | 3          | 15      | 87        | -72        | 6      |
| Kirguistán  | 4          | 0          | 0          | 4          | 17      | 109       | -92        | 4      |

### Grupo B
| Equipo        | Encuentros | Encuentros | Encuentros | Encuentros | Tantos  | Tantos    | Tantos     | Puntos |
| Equipo        | jugados    | ganados    | empatados  | perdidos   | a favor | en contra | diferencia | Puntos |
| ------------- | ---------- | ---------- | ---------- | ---------- | ------- | --------- | ---------- | ------ |
| Hong Kong     | 4          | 4          | 0          | 0          | 139     | 10        | +129       | 12     |
| Golfo Pérsico | 4          | 3          | 0          | 1          | 106     | 22        | +84        | 10     |
| China         | 4          | 2          | 0          | 2          | 27      | 56        | -29        | 8      |
| Sri Lanka     | 4          | 1          | 0          | 3          | 24      | 99        | -75        | 6      |
| Uzbekistán    | 4          | 0          | 0          | 4          | 5       | 114       | -109       | 4      |

### Definición tercer puesto
| 28 de marzo | Tailandia | 5 - 24 | Golfo Pérsico |  |  |

### Final
| 28 de marzo | Kazajistán | 34 - 0 | Hong Kong |  |  |

| Bandera de Kazajistán |
| Campeón Kazajistán    |
| Cuarto título         |